# Science-Fiction-Jahr 1863
Übersicht

◄◄ | ◄ | 1859 | 1860 | 1861 | 1862 | Science-Fiction-Jahr 1863 | 1864 | 1865 | 1866 | 1867 | ► | ►►

Weitere Ereignisse

## Neuerscheinungen Literatur
| Deutscher Titel       | Deutschsprachiges Erscheinungsjahr | Originaltitel           | Autor       | Anmerkungen |
| --------------------- | ---------------------------------- | ----------------------- | ----------- | ----------- |
| Fünf Wochen im Ballon | 1875                               | Cinq semaines en ballon | Jules Verne |             |

## Geboren
- Paul Albrecht (Pseudonym Hans Hardt; † nach 1935)
- Gottfried Doehler (Pseudonym Fritz Hoelder; † 1943)
- Heinrich Driesmans († 1927)
- Eduard von der Hellen († 1927)
- Helene Judeich († 1951)
- Paul Michaelis († 1934)
- Ernst Moser († 1927)
- Wladimir Afanassjewitsch Obrutschew († 1956)
- Paul Scheerbart († 1915)
- Luis Senarens († 1939)
- Louis Tracy († 1929)
- Florian Wengenmayr († 1933)